# Altavilla
Pour les articles homonymes, voir Altavilla (homonymie).
Altavilla est une localité germanophone et une ancienne commune suisse du canton de Fribourg, située dans le district du Lac.

## Géographie
Altavilla est une petite localité paysanne, sur une colline morainique peu élevée, à l'est du lac de Morat et du Grand-Marais. 

## Histoire
Au XIVe siècle, le village appartient à la seigneurie de Morat, qui passe aux mains de Berne et de Fribourg après les guerres de Bourgogne. Du point de vue religieux, la localité relève de la paroisse de Morat. En 1798, Altavilla est attribué au canton de Fribourg. Elle possède une école allemande en commun avec Burg et Lurtigen dès 1684 et un bâtiment scolaire de 1879 à 1969. Les carrières de molasse situées au nord du village sont abandonnées vers 1820.
En 1991, Altavilla fusionne avec sa voisine Morat.

## Toponymie
En 1340, le village est connu sous le nom d'Alta villa, germanisé en Altenfüllen au XVIe siècle. Autrefois, le nom en français était « Hauteville ».

## Démographie
Altavilla comptait 180 habitants en 1850, 136 en 1900, 89 en 1970, 117 en 1990.